# St.-Anna-Klus

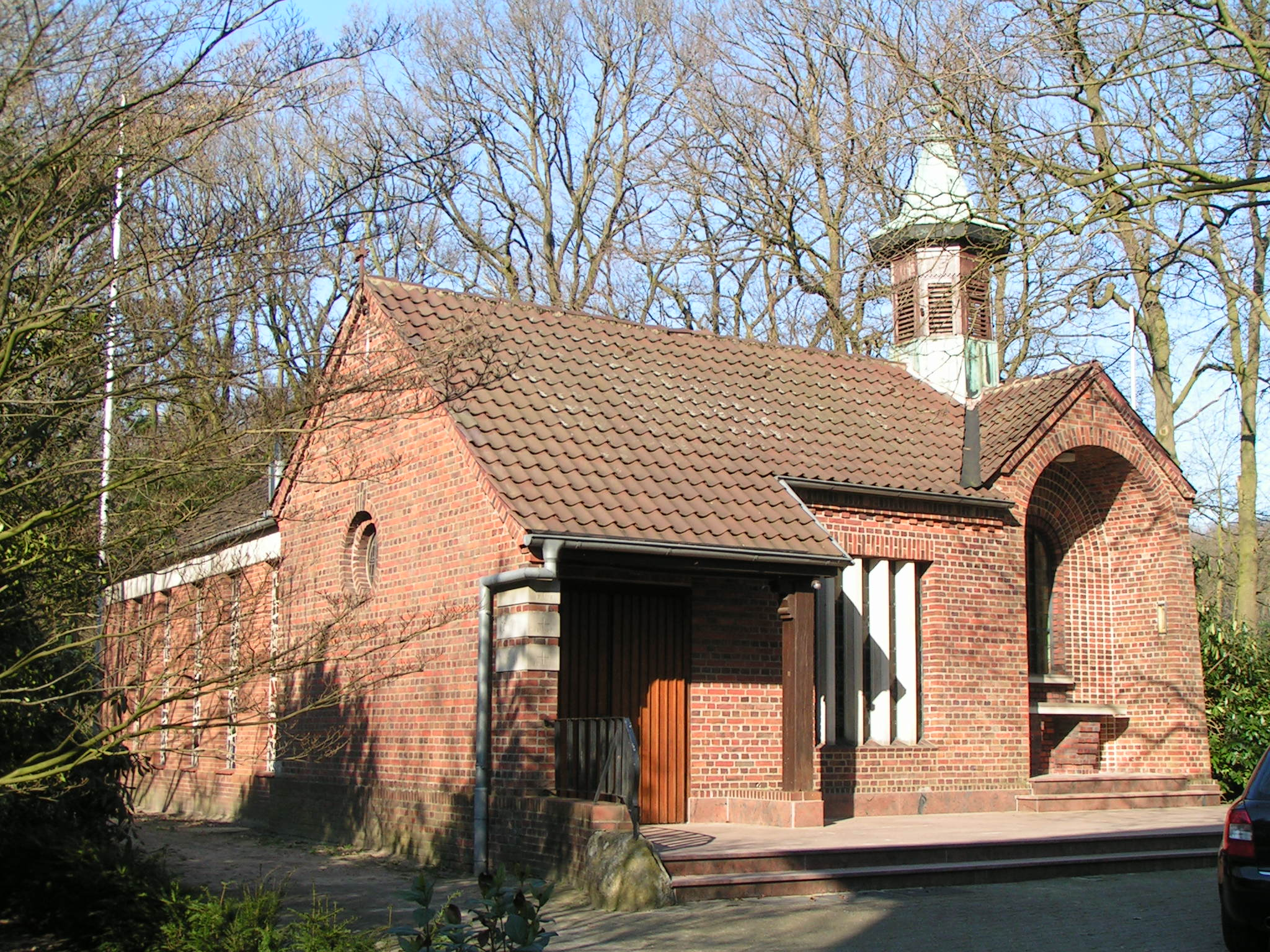
St.-Anna-Klus

Die St.-Anna-Klus ist eine Wallfahrts- und Gnadenkapelle zu Ehren der Heiligen Anna in Lohne und gehört zur Pfarrgemeinde St. Gertrud.

## Lage

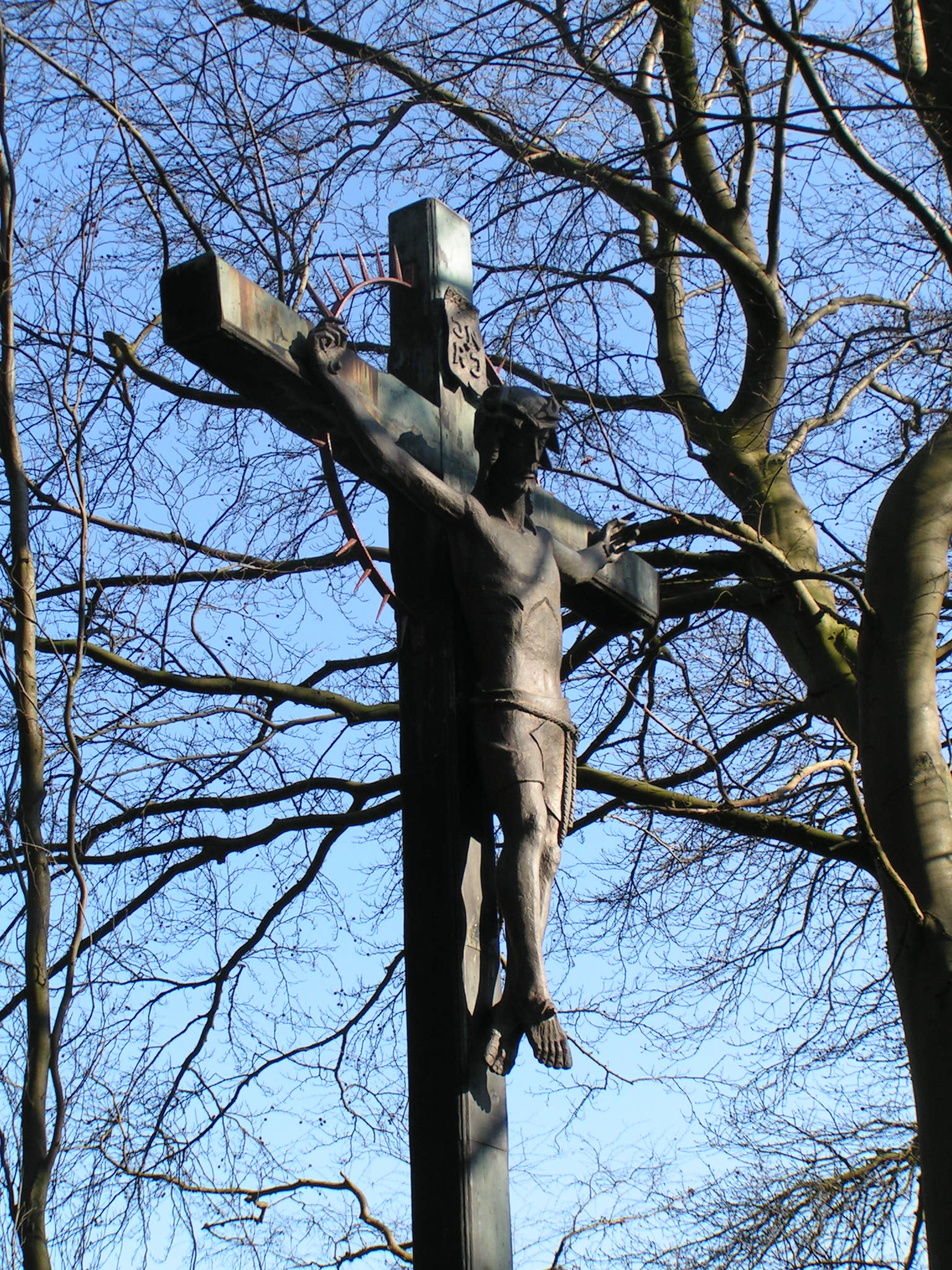
Kreuz mit Korpus aus Bronze auf dem höchsten Punkt des Kreuzwegs

Die Klus (hochdeutsch: „Klause“) liegt im Ortsteil Südlohne nahe dem Pickerweg und direkt an der Steinfelder Straße. An der Klus beginnt ein ansteigender Kreuzweg, dessen höchster Punkt bei der zwölften Station liegt, einem großen Kreuz mit Korpus. Unterhalb des Kreuzes befindet sich eine Gedenkstätte für die Südlohner Gefallenen des Ersten und Zweiten Weltkriegs.

## Geschichte
Die erste Klus wurde wahrscheinlich schon vor 1300 von einem heimkehrenden Kreuzfahrer gegründet. Dafür liegen aber keine Dokumente vor. Die erste urkundliche Erwähnung stammt aus dem Jahr 1518. 1543 wurde sie durch die Reformationswirren zerstört.
Die zweite Klus wurde 1680 durch Fritz von Dorgelo in Form eines Achtecks erbaut. Die Dorgelos unterhielten von 1684 bis 1742 bei der Klus einen eigenen Seelsorger. 1874 wurde die zweite Klus aufgrund ihrer Baufälligkeit abgebrochen.
Der Theologiestudent und spätere Pfarrer August Vornhusen fand bei Recherchen auf dem Dachboden des Pfarrhauses der Pfarrgemeinde St. Gertrud mehrere Archivalien, darunter das alte Gnadenbild der Klus. Diese Figur (Anna selbdritt) stellt die Heilige Anna, Maria und Jesus in einem Bild dar. Nach mehreren Begutachtungen wurde das Gnadenbild am 11. Februar 1949 wieder an den Lohner Klerus übergeben. Der Legende zufolge fand der Pächter des Klusgrundstücks Bernd Höne an diesem Tag beim Pflügen einen großen Stein, welcher als Teil der zweiten Klus identifiziert wurde. Grabungen an dieser Stelle legten weitere Fundamentteile der zweiten Klus frei. Am 2. März 1949 wurde beschlossen, an der Fundstelle die Klus wieder zu errichten. Der Gartenarchitekt Josef Hempelmann lieferte die Baupläne dafür. Schon am St.-Anna-Tag, dem 26. Juli 1949 wurde die Gnadenstätte von Weihbischof Heinrich Gleumes eingeweiht. Die Zeremonie wurde vom Offizial Grafenhorst gehalten. Einige Fundamentteile der zweiten Klus sind heute in dem Neubau integriert. Der zuerst gefundene Stein ist neben dem Eingang der Klus aufgestellt.
Am 27. Juli 2019 wurde auf dem Klusplatz der 70. Jahrestag der Wiedererrichtung der dritten Klus mit einem Festgottesdienst gefeiert.

## Heilquelle
In einem bischöflichen Visitationsprotokoll von 1703 wird über die Quelle berichtet, dass früher viele Kranke davon getrunken hätten und geheilt worden seien. In der zweiten Klus hingen nach mündlichen Berichten verschiedene Votivgaben, u. a. Brillen, Krücken und silberne Herzen.
Nach Fertigstellung der dritten Klus untersuchte Josef Hempelmann die nähere Umgebung der Klus und fand nur an einer Stelle engen Bewuchs mit Ackerschachtelhalmen, ein Anzeichen von hochliegendem Wasser. Grabungen an der Stelle legten die alte Quelle frei. Am 11. Februar 1950 wurden die Rohrleitungen von der Quelle bis zum neuen Klusbrunnen fertiggestellt und dieser mit dem Quellwasser gespeist. Das Wasser gilt als Heilwasser vor allem bei Erkrankungen des Auges.

## Heutiger Aufbau

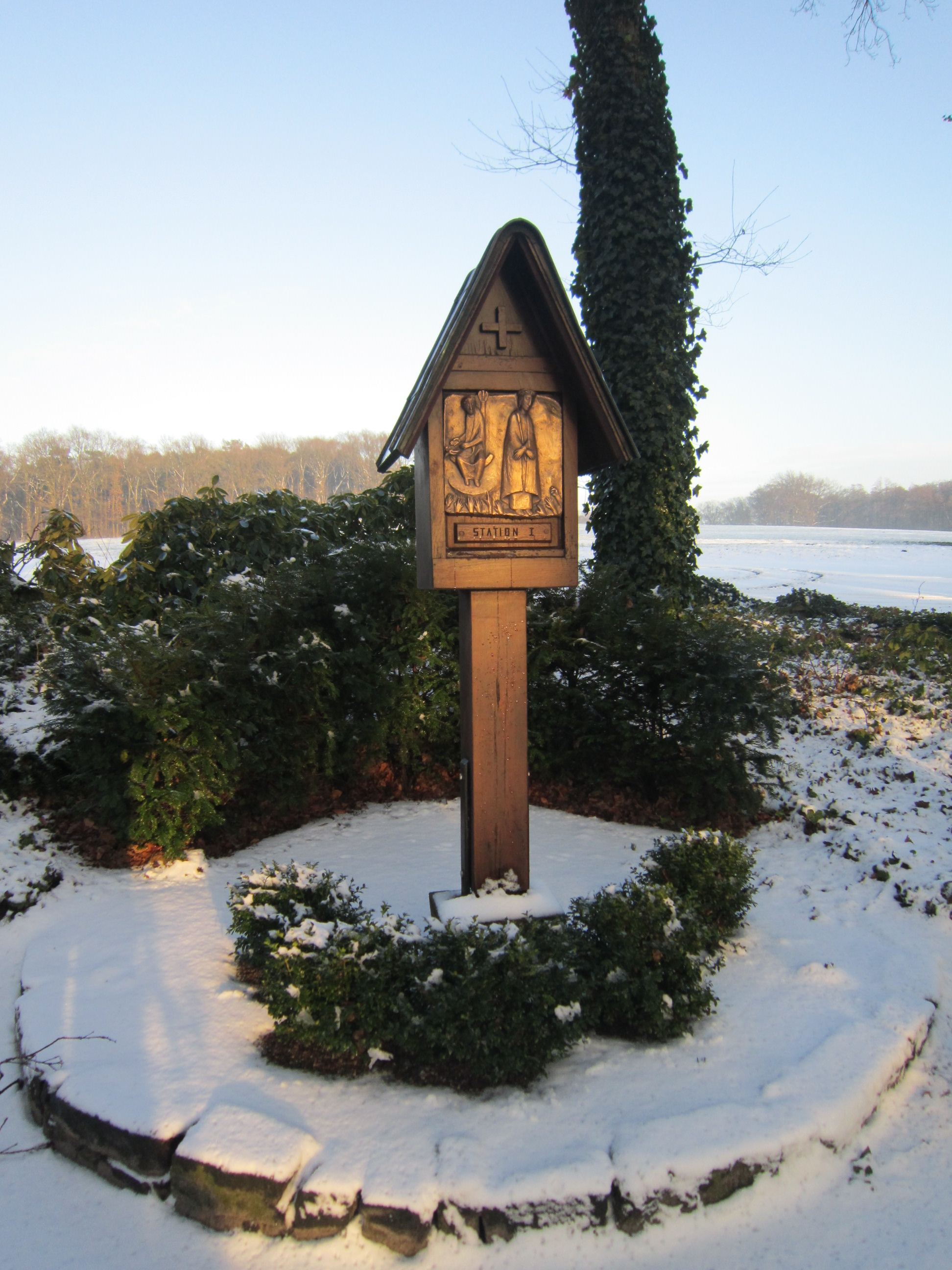
Station 1 des Kreuzweges

Das Kapellengebäude selbst ist seit dem Wiederaufbau 1949 unverändert. Der Innenraum wurde 1971 renoviert und auf 60 Sitzplätze erweitert.
Am 25. August 1957 wurde der Kreuzweg an der Klus eingeweiht. Die Stationsbilder sind aus Lindenholz geschnitten. Die kolorierten Kreuzwegbilder wurden von Heinrich Lückenkötter aus Oelde i. W. gestaltet. Sie sind in einem Bildstock aus Eiche, versehen mit einem Kupferdach, untergebracht. An der 12. Station gab es erst kein Bild, sondern ein freistehendes Kreuz. 2000 wurde das freistehende Kreuz mit einem Corpus aus Bronze von Ferdinand Starmann aus Neuenkirchen versehen und feierlich eingeweiht. 
2002 erhielt die Klus einen freistehenden Glockenturm mit einem dreistimmigen Geläut. Die drei Glocken tragen die Namen der auf dem Gnadenbild abgebildeten Personen: Anna, Maria und Jesus. Sie wurden von der Glockengießerei Petit & Gebr. Edelbrock in Gescher gegossen. Folgende Inschriften stehen neben dem Gnadenbild auf den Glocken:
- Hl. Mutter Anna, wir rufen dich an in unseren Nöten.
- Hl. Mutter Anna, in deinem Schoße trägst du Maria.
- Hl. Mutter Anna, du zeigst auf Jesus Christus

## Nutzung
Die Klus wird als Ausgangspunkt der alljährlich stattfindenden Karfreitags-Prozession der Pfarrgemeinde St. Gertrud genutzt. Weitere Kreuzwege im Freien finden vom zweiten Fastensonntag bis zum Palmsonntag in der Passionszeit statt. Allwöchentlich werden mittwochs um 8.30 Uhr Heilige Messen zelebriert. 
Darüber hinaus ist die St.-Anna-Klus eine Stätte, in der häufig Angehörige und Nachbarschaften einen Kreuzweg für einen Verstorbenen beten. Auch kleinere Trauungen können in der Klus vorgenommen werden.

## Baudenkmal
Die St.-Anna-Klus ist ein Baudenkmal (ID 35754247). In der Begründung heißt es:

„Die Wallfahrtskapelle St.-Anna-Klus hat eine geschichtliche Bedeutung aufgrund ihres Zeugnis- und Schauwertes für die Frömmigkeitsgeschichte und als beispielhafter Kapellenbau der unmittelbaren Nachkriegszeit, daher liegt ihre Erhaltung im öffentlichen Interesse.“